# Wegener (cráter)

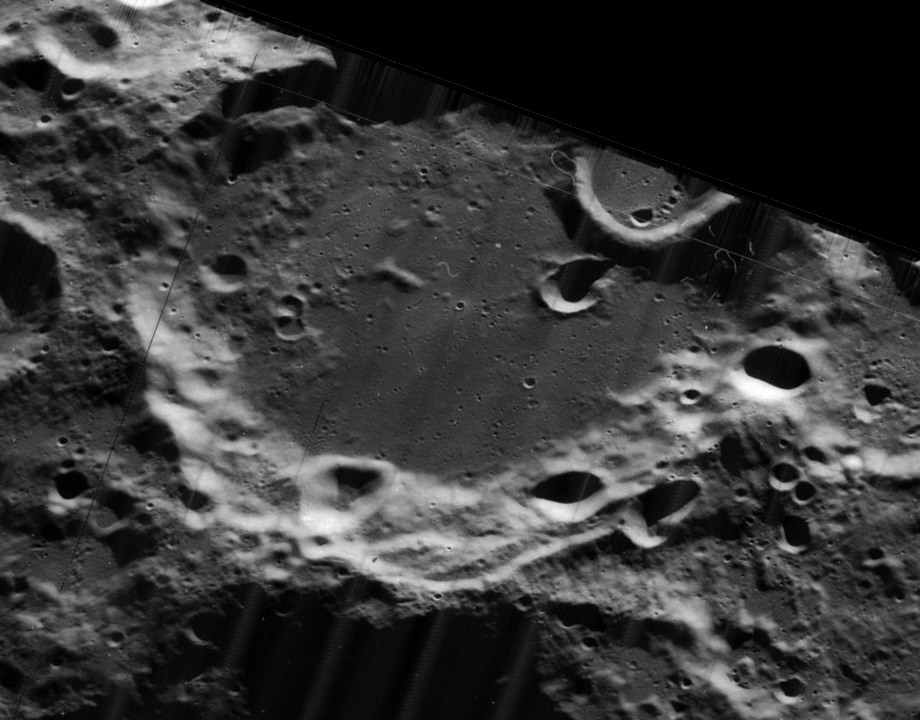
Otra vista oblicua tomda por la misión Lunar Orbiter 5, mirando al oeste

Wegener es un cráter de impacto que se encuentra en el hemisferio norte de la Luna, aproximadamente a medio camino entre el ecuador y el polo norte. Se halla en la cara oculta, detrás del terminador noroeste. El borde suroeste de Wegener se introduce ligeramente en la llanura amurallada del cráter Landau, mucho más grande. Junto al borde oriental aparece el cráter Stefan.
|  |  |

Este cráter está en un estadio intermedio de erosión por impacto, con un brocal desgastado y algunos cráteres que se superponen al borde y a la pared interior. El contorno está generalmente más erosionado en la mitad norte. Un pequeño cráter atraviesa la pared interior occidental y parte del suelo interior. Existe un cráter pequeño en forma de copa justo al este de Wegener. La pared interior es más ancha en la mitad sur, dejando algunas irregularidades en la mitad sur del suelo. El resto del interior es una llanura casi plana y llana.
Wegener se encuentra aproximadamente en el margen de la Cuenca Coulomb-Sarton, un cráter de impacto de 530 km de ancho del Período Pre-Nectárico.
El cráter debe su nombre al geofísico alemán, investigador polar y meteorólogo Alfred Wegener, autor de la teoría de la Tectónica de placas.

## Cráteres satélite
Por convención estos elementos son identificados en los mapas lunares poniendo la letra en el lado del punto medio del cráter que está más cercano a Wegener.
|         | \| Wegener \| Coordenadas \| Diámetro \| \| ------- \| ------------------------------- \| -------- \| \| K \| 43°18′N 111°54′O / 43.3, -111.9 \| 32 km \| \| W \| 47°30′N 116°06′O / 47.5, -116.1 \| 54 km \| |          |
| Wegener | Coordenadas | Diámetro |
| K       | 43°18′N 111°54′O / 43.3, -111.9 | 32 km    |
| W       | 47°30′N 116°06′O / 47.5, -116.1 | 54 km    |